# كفر نشوة
قرية كفر نشوة هي إحدى القرى التابعة لمركز منيا القمح في محافظة الشرقية في جمهورية مصر العربية. حسب إحصاءات سنة 2006، بلغ إجمالي السكان في كفر نشوة 2682 نسمة، منهم 1462 رجل و1220 امرأة.